# Helmstedter Straße 53 (Magdeburg)

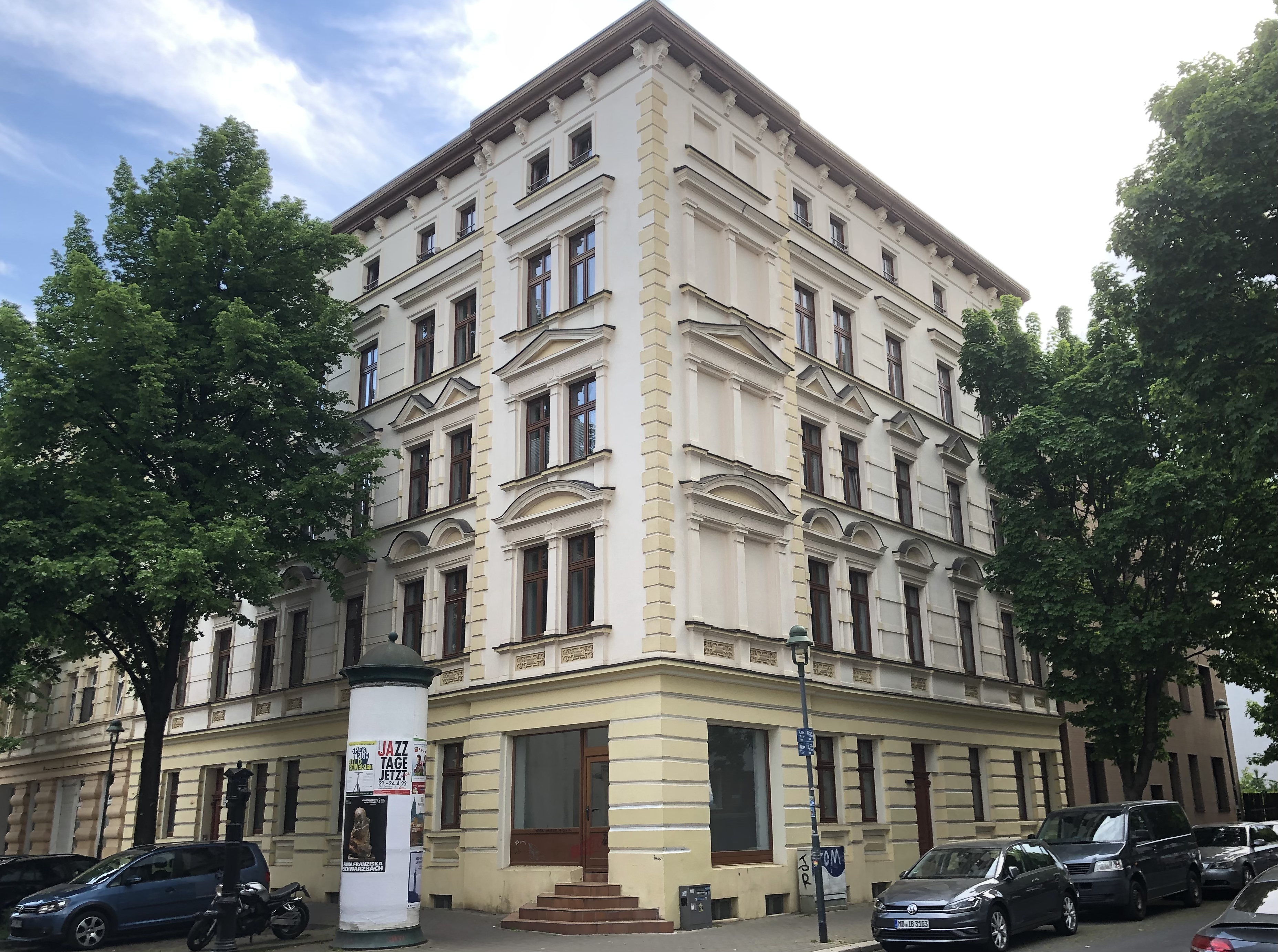
Haus Helmstedter Straße 53 im Jahr 2022

Helmstedter Straße 53 ist ein denkmalgeschütztes Wohnhaus im Magdeburger Stadtteil Sudenburg in Sachsen-Anhalt.

## Lage
Das Gebäude befindet sich auf der Westseite der Helmstedter Straße in einer Ecklage zur nördlich am Haus entlangführenden Lutherstraße. Es gehört auch zum Denkmalbereich Helmstedter Straße 5–13, 53–55, 57–61. Südlich grenzt das gleichfalls denkmalgeschützte Haus Helmstedter Straße 54 an.

## Architektur und Geschichte
Der viereinhalbgeschossige verputzte Bau entstand im Jahr 1884. Die Fassaden des Eckbaus sind repräsentativ im Stil der Neorenaissance gestaltet. Am Erdgeschoss findet sich eine deutlich ausgeprägte Rustizierung. Die Fassaden der oberen Stockwerke sind durch Putzbänder horizontal gegliedert. Die Fensteröffnungen im ersten Obergeschoss sind mit Verdachungen in Form von Segmentbögen, am zweiten Obergeschoss mit Dreiecksgiebeln versehen. An der Traufe befinden sich Konsolsteine. Zur Ecke hin sind auf jeder Seite zwei Fensterachsen durch einen flachen Eckrisaliten hervorgehoben, was die Ecksituation des Hauses hervorhebt.
Im örtlichen Denkmalverzeichnis ist das Wohnhaus unter der Erfassungsnummer 094 82053 als Baudenkmal verzeichnet.
Das Gebäude gilt als Bestandteil der gründerzeitlichen Straßenbebauung als städtebaulich und stadtgeschichtlich bedeutend.